# Pachyscia hainanensis
Pachyscia hainanensis is een insect uit de orde Phasmatodea en de  familie Diapheromeridae. De wetenschappelijke naam van deze soort is voor het eerst geldig gepubliceerd in 2013 door Ho.